# Geldvermögen
Das Aggregat Geldvermögen ist in den Wirtschaftswissenschaften ein mehrdeutiger Begriff, mit dem jener Teil des Vermögens beschrieben wird, der einen auf eine Währungseinheit (Euro oder Fremdwährung) lautenden Nominalwert hat.

## Allgemeines
Neben dem Geldvermögen besteht das Vermögen auch aus Sachvermögen und immateriellem Vermögen.
Zu unterscheiden sind beim Geldvermögen das Brutto- und das Nettogeldvermögen. Das Bruttogeldvermögen ist die Summe aller Finanzaktiva eines Wirtschaftssubjekts, Wirtschaftssektors oder einer geschlossenen Volkswirtschaft: Zahlungsmittelbestand (einschließlich monetarisierter Metallbestände, d. h. Zahlungsmittel - heute nur noch Scheidemünzen, z. B. Euro-Scheidemünzen) zuzüglich der sonstigen Geldforderungen. Bruttogeldvermögen kann also nur größer als Null oder gleich Null sein. Das Nettogeldvermögen entspricht dem Bruttogeldvermögen abzüglich der Summe aller Verbindlichkeiten (Schulden). Das Nettogeldvermögen bezeichnet damit einen Saldo, der positive oder negative Werte annehmen kann. Ist die Summe der Zahlungsmittel und sonstigen Forderungen eines Wirtschaftssubjekts oder Sektors größer als die Summe seiner Verbindlichkeiten, sein Nettogeldvermögen also größer als Null (positiv), ist er Nettogläubiger. Ist die Summe seiner Verbindlichkeiten höher als die Summe seiner Zahlungsmittel und sonstigen Geldforderungen, das Nettogeldvermögen als kleiner als Null (negativ), ist das betreffende Wirtschaftssubjekt ein Nettoschuldner.
Klar zu unterscheiden ist das 'Geldvermögen' vom Reinvermögen (Eigenkapital). Das Reinvermögen eines Wirtschaftssubjekts ergibt sich aus seinem Nettogeldvermögen zuzüglich seines gesamten Sachvermögens. Zu unterscheiden ist der Begriff 'Geldvermögen' auch vom Begriff der 'Geldmenge': die Geldmenge besteht aus einer Teilmenge des Bruttogeldvermögens einer Volkswirtschaft, den Zahlungsmitteln, zuzüglich der Warenzahlungsmittel (z. B. Euro-Scheidemünzen). Im Unterschied zur Geldmenge spielt beim Geldvermögen die Liquidität (Verwendbarkeit als Zahlungsmittel) keine Rolle, da das Geldvermögen auch sonstige (nicht zahlungsmitteltaugliche) Geldforderungen umfasst.

## Rechnungswesen
Im betriebswirtschaftlichen Rechnungswesen bezeichnet der Begriff 'Geldvermögen' das Nettogeldvermögen, also die Summe aus dem Zahlungsmittelbestand (ZMB) plus den Forderungen abzüglich der Verbindlichkeiten eines Wirtschaftssubjekts. Günter Wöhe definiert: „Als Geldvermögen wird die Summe aus Zahlungsmittelbestand (Kassenbestände und jederzeit verfügbare Bankguthaben) und Bestand an sonstigen Forderungen abzüglich des Bestandes an Verbindlichkeiten bezeichnet“. Das Reinvermögen (Eigenkapital) eines Wirtschaftssubjekts setzt sich zusammen aus seinem Nettogeldvermögen und seinem Sachvermögen (auch „Realvermögen“ oder „nicht-finanzielles Vermögen“ genannt).

## Volkswirtschaftslehre
Die Terminologie der volkswirtschaftlichen Gesamtrechnung unterscheidet sich von der des betriebswirtschaftlichen Rechnungswesens. Die Deutsche Bundesbank bezeichnet in ihrer gesamtwirtschaftlichen Finanzierungsrechnung mit dem Begriff 'Geldvermögen' das Bruttogeldvermögen. Den Saldo 'Geldvermögen minus Verbindlichkeiten' bezeichnet die Bundesbank als Nettogeldvermögen. Dies entspricht der Terminologie der volkswirtschaftlichen Gesamtrechnung des Statistischen Bundesamts. Dort wird das Nettogeldvermögen auch 'Nettoposition' genannt. Im Europäischen System volkswirtschaftlicher Gesamtrechnungen wird der Saldo 'Forderungen minus Verbindlichkeiten' mit dem Terminus 'finanzielles Reinvermögen' bezeichnet. Dabei wird das 'finanzielle Gold' der Zentralbanken den Forderungen subsumiert, Goldbestände der privaten Wirtschaftssubjekte dagegen dem Sachvermögen/nichtfinanziellen Vermögen, was auch der Praxis der Bundesbank entspricht.
Das Nettogeldvermögen (die Nettoposition) eines Landes (einer offenen Volkswirtschaft) wird auch als Nettoauslandsvermögen bezeichnet. Ein Land mit positivem Nettoauslandsvermögen heißt auch Gläubigerland (z. B. Hongkong, Saudi-Arabien, Japan, Deutschland), ein Land mit negativem Nettoauslandsvermögen heißt Schuldnerland (z. B. Griechenland, USA, Island; auch die Eurozone als Ganze ist Nettoschuldner), siehe Liste der Länder nach Nettoauslandsvermögen.
Transaktionen, deren Resultat die Erhöhung (bzw. Minderung) des Nettogeldvermögens sind, werden als Leistungstransaktionen bezeichnet, damit verbundene Mehrungen des Nettogeldvermögens heißen Einnahmen, Minderungen des Nettogeldvermögens Ausgaben. Käufe und Verkäufe von Sachvermögensgütern (Konsum- oder Investitionsgütern) und Dienstleistungen stellen die wichtigsten Leistungstransaktionen dar. Transaktionen, die lediglich die Struktur des Nettogeldvermögens, aber nicht seinen Umfang verändern (wie Zahlungen, Darlehensnahme und -Vergabe, Erwerb oder Veräußerung von Wertpapieren etc.) werden als reine Finanztransaktionen bezeichnet.
Der Saldo von Einnahmen und Ausgaben pro Periode entspricht der Nettogeldvermögensänderung eines Wirtschaftssubjekts oder eines Sektors einer geschlossenen Gesamtwirtschaft. Da Einnahmen und Ausgaben aus Leistungstransaktionen resultieren, wird der Saldo von Einnahmen und Ausgaben einer offenen Volkswirtschaft auch als Leistungsbilanzsaldo bezeichnet, der in der Kapitalbilanz mit umgekehrtem Vorzeichen gegengebucht wird. Ein Überschuss der Einnahmen über die Ausgaben heißt auch Leistungsbilanzüberschuss oder Netto-Kapitalexport und erhöht die Nettogeldvermögensposition eines Landes, d. h. eine Nettogläubigerposition wird ausgebaut oder eine Nettoschuldnerposition wird reduziert. Ein Überschuss der Ausgaben über die Einnahmen heißt Leistungsbilanzdefizit oder Netto-Kapitalimport und verringert die Nettogeldvermögensposition eines Landes, d. h. eine Nettogläubigerposition wird abgebaut oder eine Nettoschuldnerposition wird erhöht. Diese für Nationen üblichen Begriffe der Zahlungsbilanz lassen sich aber auch auf Sektoren innerhalb einer Volkswirtschaft und einzelne Wirtschaftssubjekte anwenden.
Das Nettogeldvermögen einer geschlossenen Volkswirtschaft beträgt im Aggregat immer Null zuzüglich der Warenzahlungsmittelbestände, da sich Forderungen (einschließlich aller Kreditzahlungsmittel) und Verbindlichkeiten zu Null saldieren. Die Warenzahlungsmittelbestände sind allerdings heute vernachlässigbar klein (Scheidemünzen, z. B. Euro-Scheidemünzen, und finanzielles Gold). Das Reinvermögen (Eigenkapital) einer geschlossenen Volkswirtschaft entspricht damit immer genau ihrem Sachvermögensbestand.

## Volkswirtschaftliche Gesamtrechnung
Im ESVG 1995 zeigen finanzielle Vermögensbilanzen Forderungen, Verbindlichkeiten und als Saldo das Nettogeldvermögen. Die finanziellen Vermögensbilanzen werden von der Deutschen Bundesbank aufgestellt und sind im Rahmen der verbindlichen Vorschriften des Lieferprogramms an Eurostat – das Statistische Amt der Europäischen Gemeinschaften – zu liefern.
Da jeder Forderung eine entsprechende Verbindlichkeit gegenübersteht, muss in einer geschlossenen Volkswirtschaft das Nettogeldvermögen – Geldvermögen abzüglich Verbindlichkeiten – null sein. So weist die Deutsche Bundesbank für 2007 ein Geldvermögen für die „Sektoren insgesamt“ von 21.800,5 Milliarden Euro aus. Dem stehen Verbindlichkeiten dieser Sektoren von 21.737,8 Milliarden Euro gegenüber. Es verbleibt ein Nettogeldvermögen von 62,7 Milliarden Euro. Dies sind das Währungsgold und die Sonderziehungsrechte der Deutschen Bundesbank, welchen sozusagen als Sachwerten keine Verbindlichkeit gegenübersteht und die daher letztlich das Geldvermögen insgesamt aller Sektoren ausmachen. Eine staatliche Schuldenbremse bedeutet dann, wenn für die staatliche Nettoschuldnerposition absolute Obergrenzen vorgegeben werden, dass auch die Nettogeldvermögen der anderen Sektoren begrenzt werden.
Das Geldvermögen eines Sektors hängt also auch davon ab, wie die Sektoren voneinander abgegrenzt werden und inwieweit innerhalb eines Sektors Forderungen und Verbindlichkeiten gegenseitig verrechnet werden.

## Entwicklung in Deutschland
Nach Angaben der Deutschen Bundesbank betrug das Geldvermögen des Sektors „Private Haushalte und private Organisationen ohne Erwerbszweck“ Ende 2007 4.563,6 Milliarden Euro; Ende 2009 betrug es 4.672 Milliarden Euro. Dies sind Forderungen dieses Sektors gegen die anderen Sektoren „Nichtfinanzielle Kapitalgesellschaften“, „Staat“, „inländische finanzielle Sektoren“ und „Übrige Welt“. Das Nettogeldvermögen in Deutschland ist stark ungleich verteilt.
Dem Geldvermögen der privaten Haushalte und privaten Organisationen ohne Erwerbszweck stehen Verbindlichkeiten gegenüber den anderen Sektoren von 1.546,8 Milliarden Euro gegenüber; daraus resultiert ein Nettogeldvermögen von 3.016,8 Milliarden Euro. Aktien werden dabei als Verbindlichkeit der ausgebenden Stelle, also der Aktiengesellschaft, gebucht, während sie eine Forderung beim Eigentümer der Aktie sind.
Der Sektor „Nichtfinanzielle Kapitalgesellschaften“ (Unternehmen) hatte ein Geldvermögen von 2.845,0 Milliarden Euro, Verbindlichkeiten von 4.447,4 Milliarden Euro und als Saldo ein Nettogeldvermögen von −1.602,4 Milliarden Euro. Der Sektor „Staat“ hat ein Geldvermögen von 508,2 Milliarden Euro, Verbindlichkeiten von 1.588,5 Milliarden Euro und damit ein Nettogeldvermögen von −1.080,3 Milliarden Euro. Die „inländischen finanziellen Sektoren“ (z. B. Kreditinstitute, Versicherungen, Investmentfonds) verfügen über ein Geldvermögen von 9.387,4 Milliarden Euro, Verbindlichkeiten von 9.267,7 Milliarden Euro, so dass ein Nettogeldvermögen von 119,8 Milliarden Euro verbleibt. Die „Übrige Welt“ (Ausland) hat ein Geldvermögen gegenüber den inländischen Sektoren von Deutschland von 4.496,2 Milliarden Euro, Verbindlichkeiten von 4.887,5 Milliarden Euro und somit ein Nettogeldvermögen von −391,2 Milliarden Euro, die deutsche Volkswirtschaft also ein Nettoauslandsvermögen von 391,2 Milliarden Euro. Das Nettogeldvermögen aller Sektoren ist null, bis auf das Währungsgold und die Sonderziehungsrechte der Bundesbank, denen keine Verbindlichkeiten gegenüberstehen, von 62,7 Milliarden Euro.
2011 betrugen die Forderungen der deutschen Volkswirtschaft gegenüber dem Ausland etwa 5.800 Milliarden Euro. Dem standen Verbindlichkeiten gegenüber dem Ausland von ungefähr 5.400 Milliarden Euro gegenüber. Der Saldo aus beiden Größen, das Nettogeldvermögen der deutschen Volkswirtschaft, beträgt also rund 400 Milliarden Euro. Die privaten Haushalte und privaten Organisationen ohne Erwerbszweck verfügten über Forderungen von etwa 4.700 Milliarden Euro, dem Kredite und sonstige Verbindlichkeiten von ungefähr 1.500 Milliarden Euro gegenüberstanden. Das Nettogeldvermögen der privaten Haushalte und privaten Organisationen ohne Erwerbszweck betrug also rund 3.200 Milliarden Euro.

## Geldvermögen, Verbindlichkeiten und Nettogeldvermögen nach Sektoren

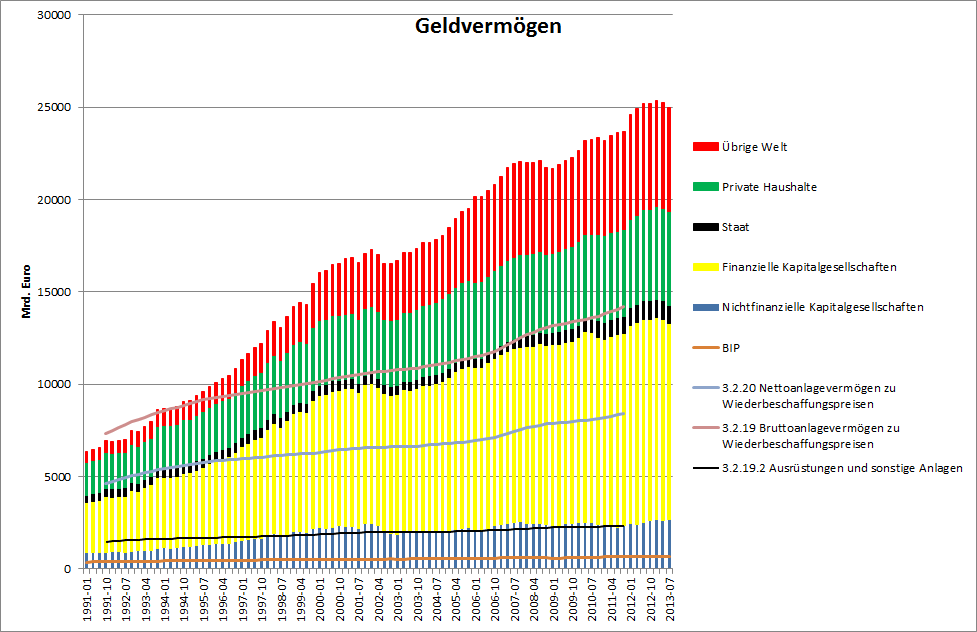
Geldvermögen
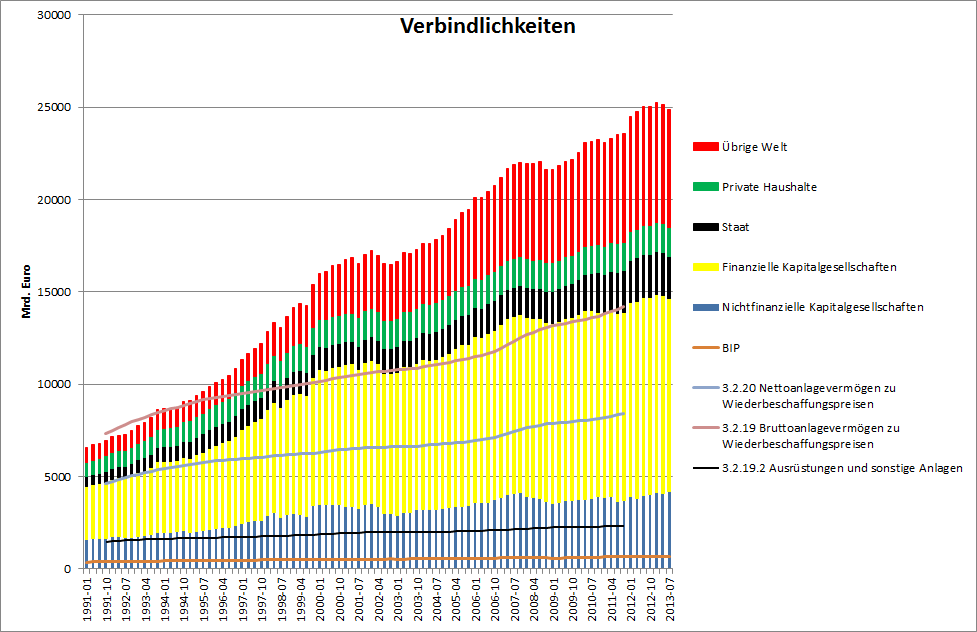
Verbindlichkeiten
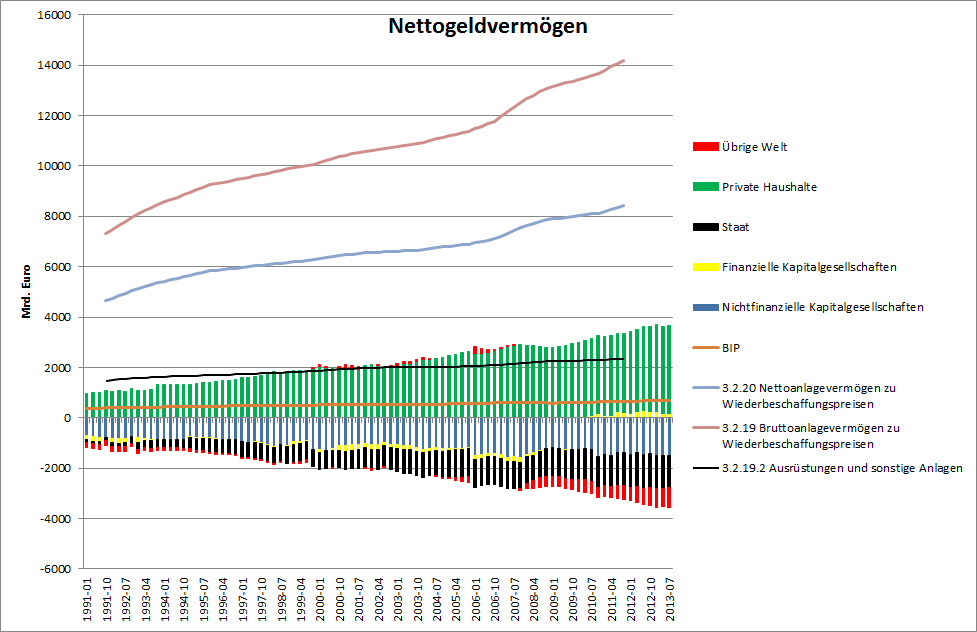
Nettogeldvermögen
- Nettogeldvermögen im Verhältnis zum BIP
- Geldvermögen im Verhältnis zum BIP
- Verbindlichkeiten im Verhältnis zum BIP

Angaben nach Deutsche Bundesbank „Ergebnisse der gesamtwirtschaftlichen Finanzierungsrechnung für Deutschland 1991 bis 2007“, Statistische Sonderveröffentlichung 4, Juni 2008. Angaben zu Anlagevermögen und Bruttoinlandsprodukt nach Statistischem Bundesamt.

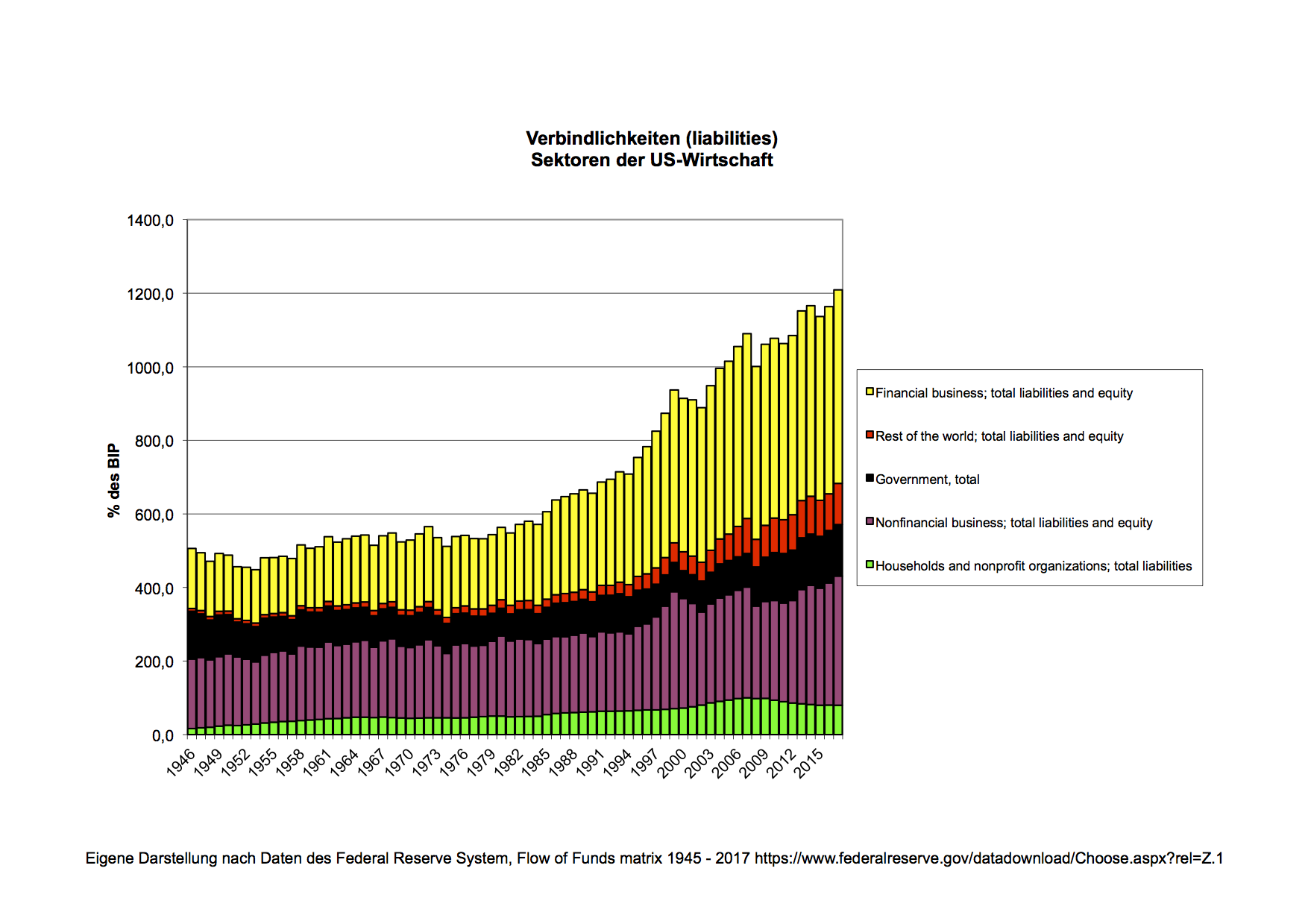
Geldvermögen verschiedener Wirtschaftssektoren der USA im Verhältnis zum BIP
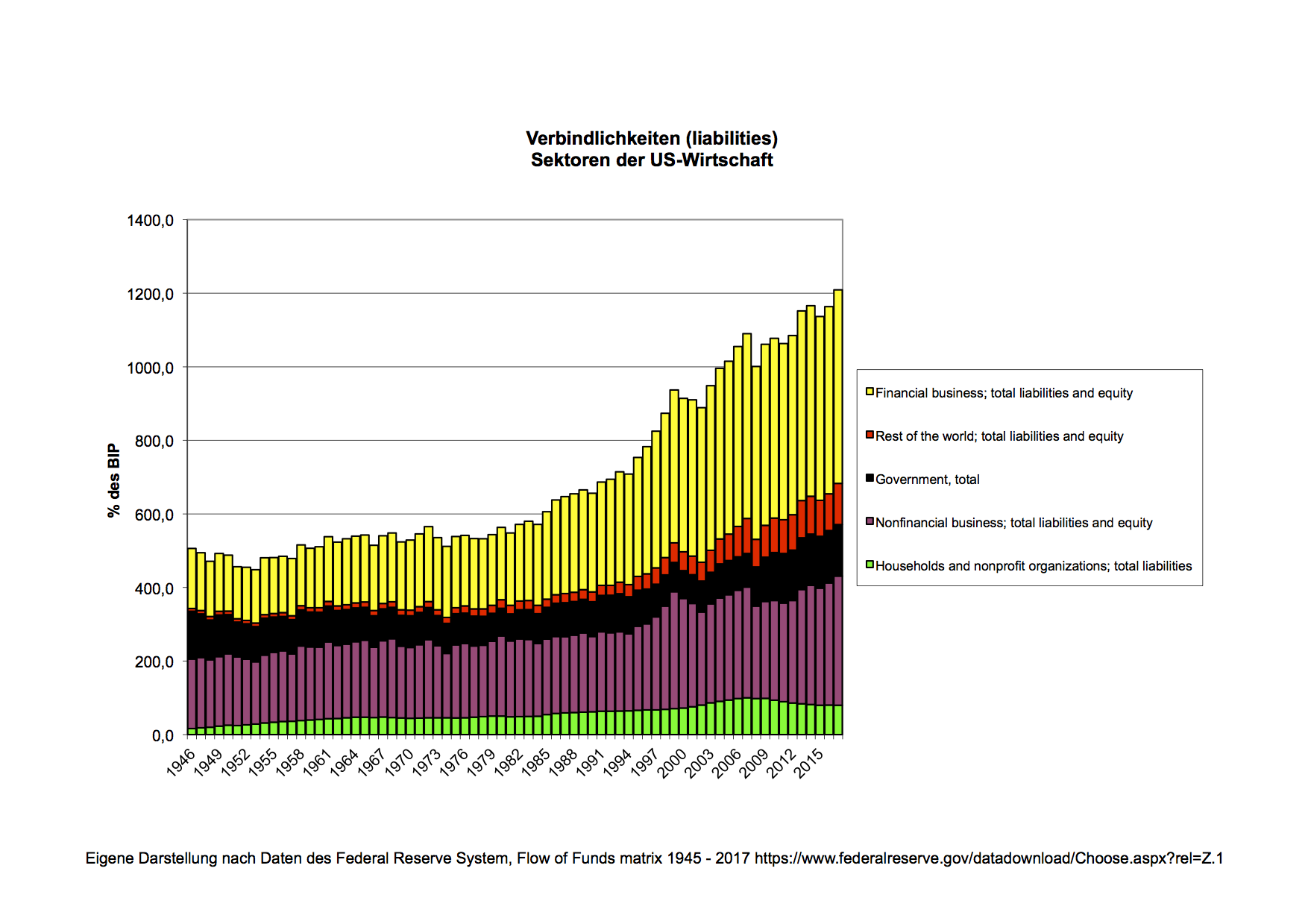
Verbindlichkeiten der US-Sektoren („total finance“ = Finanzsektor)
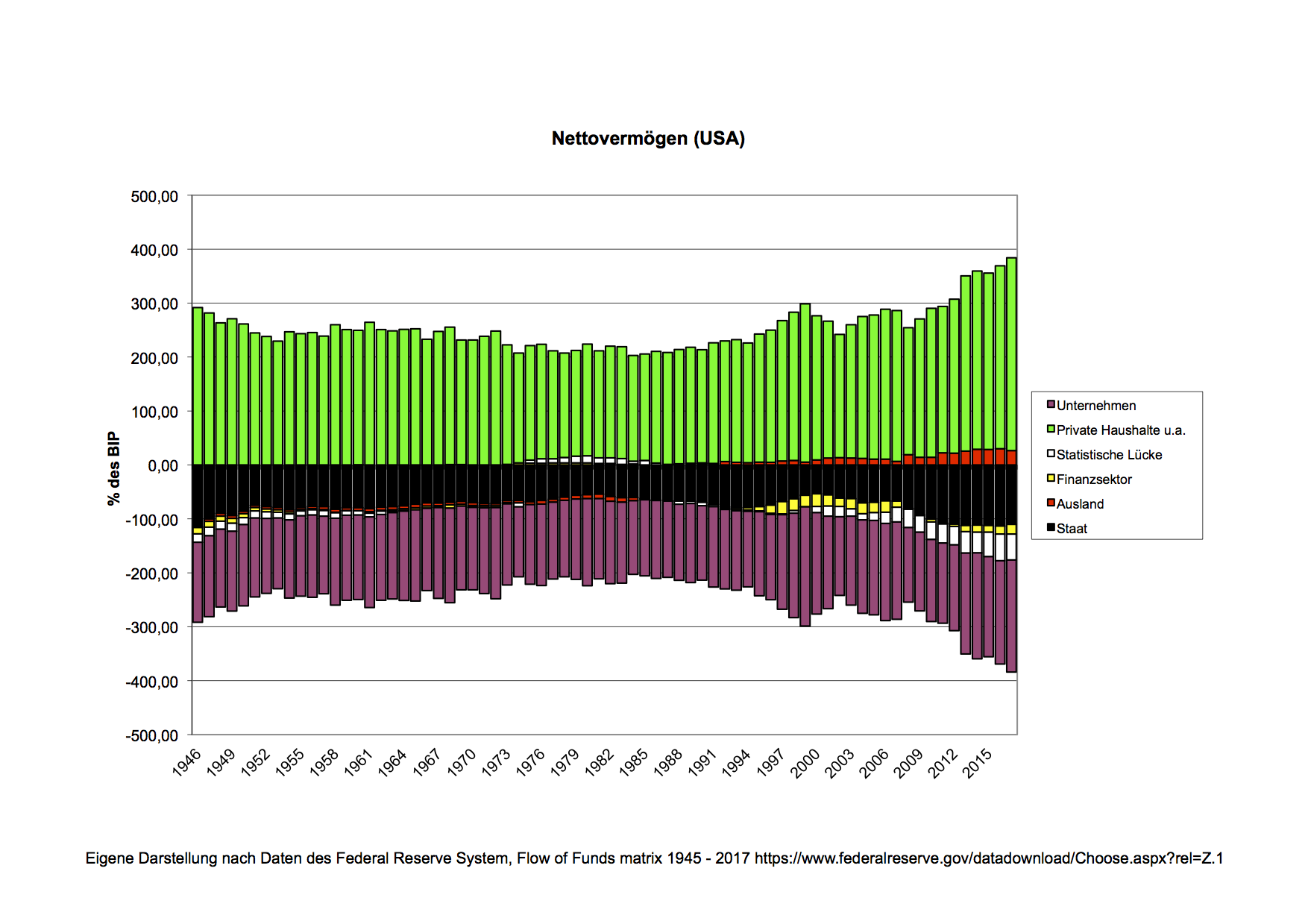
Nettogeldvermögen der Wirtschaftssektoren der USA in Prozent des BIP.

Eigene Berechnungen nach statistischen Angaben des Federal Reserve Systems.